# Moenkhausia sanctaefilomenae
El tetra d'ulls vermells (Moenkhausia sanctaefilomenae) és una espècie de peix de la família dels caràcids i de l'ordre dels caraciformes.

## Morfologia
- Els mascles poden assolir 7 cm de llargària total.[1]

## Alimentació
Menja cucs, insectes, crustacis i matèria vegetal.

## Hàbitat
Viu a àrees de clima tropical.

## Distribució geogràfica
Es troba a Sud-amèrica, a les conques dels rius São Francisco, Paranà, Paraguai i Uruguai.